# Megastigmus tostini
Megastigmus tostini är en stekelart som beskrevs av Girault 1934. Megastigmus tostini ingår i släktet Megastigmus och familjen gallglanssteklar. Inga underarter finns listade i Catalogue of Life.